# 달라라

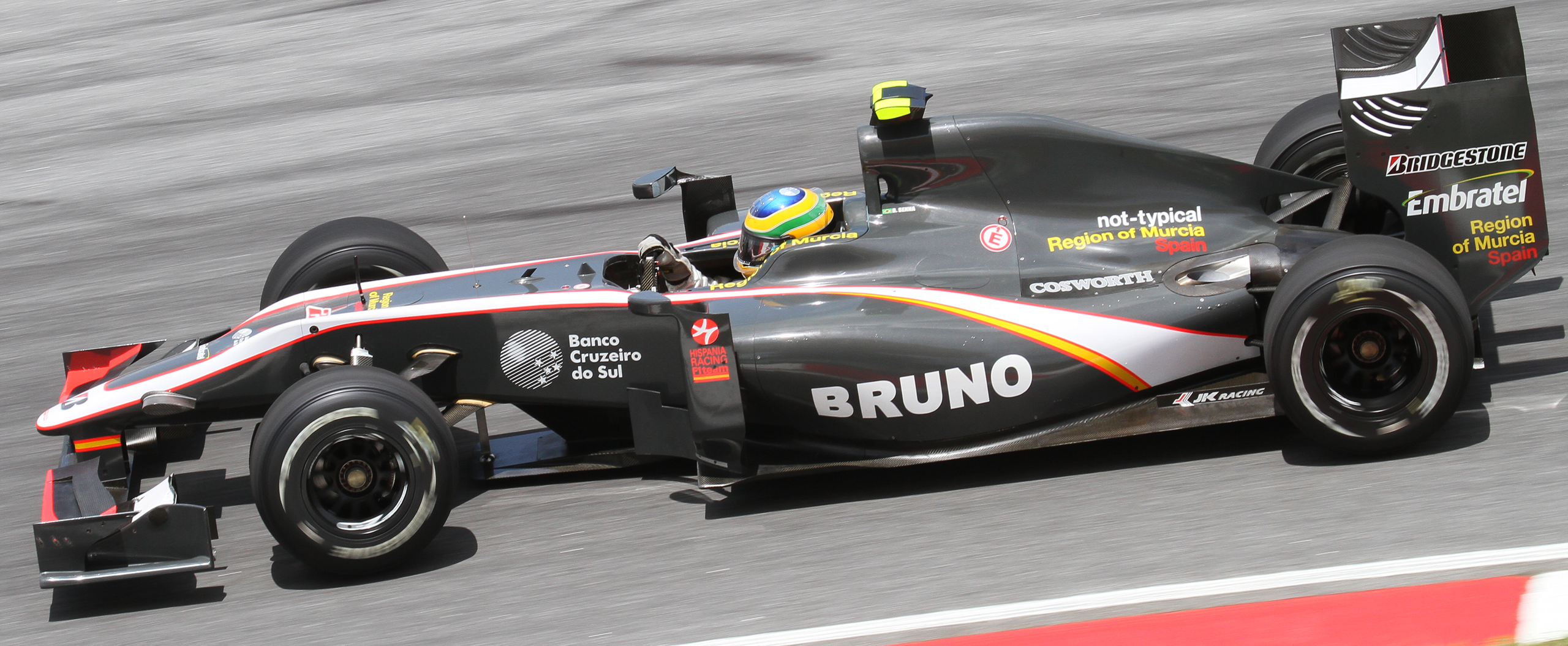
2010년 F1 경주에 참가한 달라라의 히스파니아 F110 채시

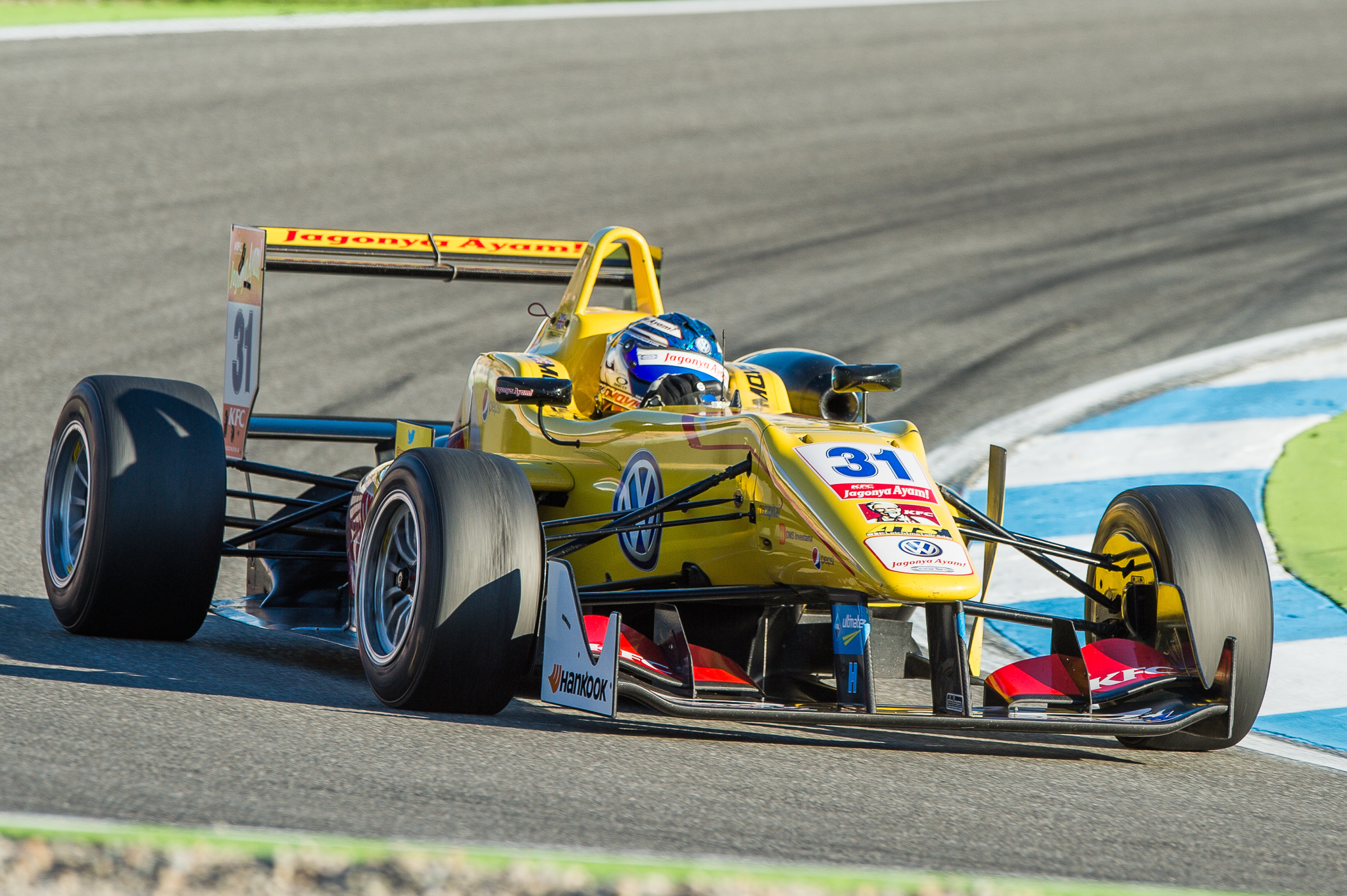
2014년 독일 호켄하임링의 F3 경주에 참가중인 달라라 F312 자동차

달라라(Dallara)는 이탈리아의 경주용 자동차 제작회사이다.

## 역사
1972년 잠파올로 달라라가 회사를 설립했다. 1981년부터 포뮬러 3 자동차를 생산했으며, 1985년부터 현재까지 모든 이탈리아 F3 챔피언십 우승자가 달라라 자동차를 몰았다. 1990년만 예외였다.
1993년 영국 F3 챔피언십에 처음으로 참가했다.
1993년부터 내셔널 규모인 포뮬러 3 경주에서 거의 독점적인 자동차 제조사로 인식되고 있다.

## 대한민국
1999년부터 2003년까지 창원시에서 한국 최초의 F3 대회인 코리아 수퍼프리가 개최되었는데, 모든 참가팀이 달라라 F3 자동차를 사용했다. 엔진 등 일부 부품만 레이싱 팀마다 다르게 장착했다.